# Spintria

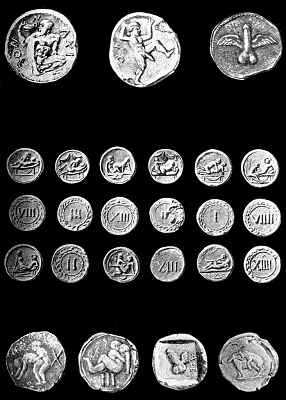
Spintriae de Pompeya.

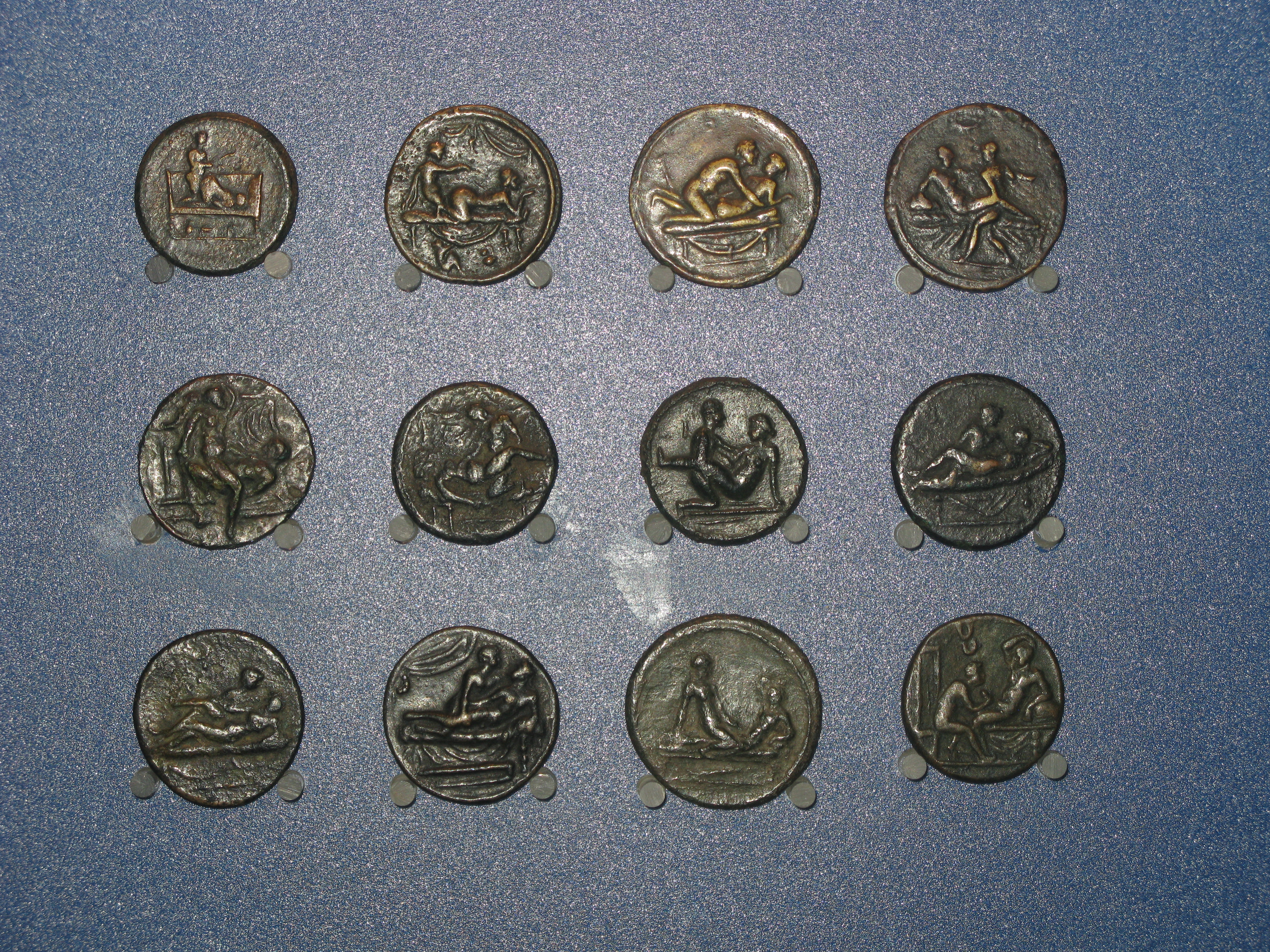
Selección de las extensas propiedades de la Colección Hunterian, Glasgow.

Una spintria (plural spintriæ) es una ficha romana, normalmente representando actos o símbolos sexuales. Suelen estar acuñadas en latón o bronce y rondar los 20 mm de diámetro.

## Nombre
Spintria fue utilizado por Suetonio para referirse a los jóvenes prostitutos masculinos, del griego σφιγκτήρ (sphinktḗr, esfínter [anal]). En el siglo XVI, el nombre pasó del antiguo sentido de las personas que cometían actos escandalosos, es decir, actos sexuales y/o sensuales fuera de lo que se consideraba la norma, o del lugar donde se producían los actos escandalosos, como los jardines de Tiberio en la isla de Capri), a las propias fichas.
Bette Talvacchia identifica el primer uso del término spintriae para referirse a las fichas en el tratado de Sebastiano Errizo de 1559, Discurso sobre las medallas antiguas (Sopra le Medaglie Antiche, Venecia, 1559).

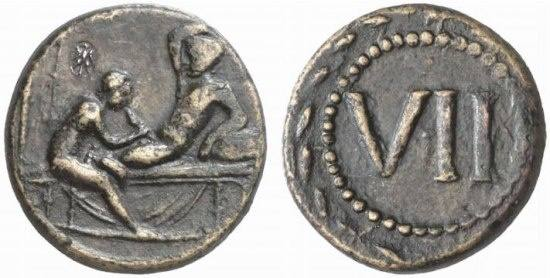
Moneda o ficha romana que muestra a un joven felando a un hombre mayor

## Uso
La hipótesis tradicional es que las spintriae pudieron haber sido usadas para pagar a prostitutas, que a veces hablaban un idioma diferente. Aunque esto es objeto de debate, se trata de una hipótesis forzada, puesto que los números que incluyen no coinciden con los precios conocidos entre las prostitutas romanas. Algunos teorizan que eran fichas para jugar,  y pudieron haber sido producidos sólo durante un periodo corto, probablemente en el siglo I d. C.
La arqueología ha demostrado que de los miles de lupanares que existieron por todo el imperio romano, en ninguno de ellos se ha encontrado una pieza con estas características. Además, en las spintriae se encuentran innumerables enlaces de acuñación con otras  piezas de tipo no erótico, entre ellos el referente al famoso juego de la morra, reforzando la hipótesis de que estas piezas fueron utilizadas en algún juego de mesa. Asimismo, se baraja que las spintriae fueron fichas distribuidas como regalo a soldados o ciudadanos antes de partir a sus nuevos destinos, pues los hallazgos de spintriae se reparten a lo largo de todo el Mediterráneo.
Se ha sugerido que la explicación más plausible parece ser que se utilizaban como fichas de taquilla en los baños suburbanos.
Las monedas Spintriae tampoco tienen el desgaste que es evidente en las monedas que han estado en circulación masiva y también hay relativamente pocas en comparación con la cantidad de monedas oficiales que existen. Las monedas Spintriae también fueron todas producidas en una sola oficina entre los años 22-37 d. C., un corto período de tiempo.